# Hétvári Andrea
Hétvári Andrea (Budapest, 1975. július 24. –) magyar költő, író, meseíró, szerkesztő.

## Családja
Édesapja Hétvári Antal, édesanyja Dombay Katalin. Anyai dédapja dr. Dombay János európai hírü archeológus, ősrégész, a pécsi Janus Pannonius Múzeum alapítója és névadója, a Baranya megyei múzeumok egykori főigazgatója, a Dombay-tó névadója.

## Élete és munkássága
Az ELTE Tanárképző Főiskolai Karán szerzett magyar-könyvtár szakos tanári diplomát.
Verseket, recenziókat, esszéket publikál irodalmi folyóiratokban. Székesfehérvárhoz írt himnuszát a város hivatalos himnuszának választotta és a Hungarikum Együttes zenésítette meg. Gyermekverseihez több zeneszerző írt muzsikát, többek között a Garabonciás Együttes, Sás Károly, Tomhauser Noémi és a Vidám Manók együttes vezetője, Maródi Tímea. Felnőtteknek írt verseihez a Hangraforgó Együttes és Olajos Gábor írtak zenét. Gyermekversei az Óvodai Nevelés és a Tanító c. országos módszertani szaklapokban, valamint a Csodaceruza gyermekirodalmi folyóiratban jelennek meg. Gyermekverskötetének anyagából a Nemzedékek Tudása Tankönyvkiadó is válogatott alsó tagozatosoknak készített Karakter Irodalom c. tankönyvcsaládjába. Képzeld el! – Meseszép! címmel alsó tagozatos gyerekeknek interaktív irodalmi előadásokat tartott Dezső Piroska hegedűművésszel közösen három évig az Újpesti Kulturális Központ megbízásából. Szerzőként meghívottja volt a 11. Országos Óvodanevelési Szakmai Konferenciának, melyen Meseprogram című gyermekirodalmi projektjével mutatkozott be. A Kurázsi Folyóiratban a Napra-forgó c. gyermekirodalmi rovat szerkesztője volt közel egy évig. Főszerkesztő alapítója a CsigaHÁZ Irodalmi és Művészeti Gyermekfolyóiratnak. Újpesti alkotóként helytörténeti kutatásokkal is foglalkozik. Két éven keresztül cikksorozatban dolgozta fel Újpest sajtótörténetét az Újpesti Helytörténeti Értesítő számára. 2019 októberében mutatták be Bizek Emi tripla platina lemezes muzsikáiból összeállított Álomszép mesekoncertjét, amelyhez Hétvári Andrea írta az egyes zeneműveket keretbe foglaló mesét.

Négy verse iskolai tananyag. 2018 szeptemberétől Gondoltad volna? c. gyermekverse bekerült az Újgenerációs 4. osztályos Olvasókönyvbe (Eszterházy Károly Egyetem – Oktatáskutató és Fejlesztő Intézet, 2018). 2020 szeptemberétől a Református Tananyagfejlesztés Angyalmese c. 3-4. osztályos szöveggyűjteményben szerepel két gyermekverse (Királylány koromban, Rajzoltam). 2021 szeptemberétől Az én családom c. verse pedig a 2. osztályos Etika Tankönyvben szerepel.

## Költészetének jellemzői
- Költészetére a különböző klasszikus versformák alkalmazása és az erős zeneiség jellemző.
- Lírájában gyakori versforma a szonett, gyermekversei általában időmértékes vagy szimultán ritmusúak.

## Díjak
- Fejér megyei Országos Himnuszíró Pályázat 2009 – 2. díj
- Szépirodalmi pályázat, Napkút Kiadó 2010 – Nívódíj
- Weöres-centenárium Esszéíró Pályázat, Napkút Kiadó 2013 – Különdíj
- XVII. Aquincumi Költőverseny 2014 – Bronzzal ékesített babérkoszorú
- Füvészkert Haikupályázat 2015 – 3. díj
- Hargitai-Haitsch Gyula Alapítvány Irodalmi Pályázat 2015 – 1. díj
- a Szabad Magyar Szó vajdasági hírportál 2020. március 6-án a Nap Versének választotta Csukás István emlékére írt versét
- XXV. Aquincumi Költőverseny 2022 – 1. díj Arannyal ékesített Babérkoszorú és az Új Írás c. Irodalmi Lap Különdíja
- Dugonics András Irodalmi Díj 2022 – Gyermek- és Ifjúsági Irodalom Kategória

## Publikációk
- Agria
- Anyanyelv és Pedagógia
- Átalvető
- Bárka Online
- C.E.T.
- CsigaHÁZ
- Csodaceruza
- Élet és Irodalom
- Életünk
- ESŐ
- Író Cimborák
- Irodalmi Jelen
- Lyukasóra
- Képírás
- Kispajtás (Corvin Kiadó)
- Kortárs
- Lenolaj Kulturális Online Műhely
- Modern Iskola
- Muravidék
- Napút
- Óperencia Magazin
- Óvodai Nevelés
- Pannon Tükör
- Parnasszus
- Stádium
- Tanító
- Új Forrás
- Újpesti Helytörténeti Értesítő
- Vár

## Művei
- Képzeld el! (gyermekversek) Rím Kiadó, 2011
- Vörösbegyek nyugalma, drága Fif! Napló egy felvonásban; fotó Szondi György; Napkút, Budapest, 2012
- Csiperi és Susulyka, a Gombamese – Csiperi rosszat álmodik. Napkút Kiadó, 2014
- A kert retorikája, 40 év – 40 szonett. Napkút Kiadó, 2015
- Pettyes Katicám (gyermekversek) Napkút Kiadó, 2020
- Napforgató Esztendő (Verses szöveggyűjtemény óvodapedagógusoknak, tanítóknak) Rímtündér Kiadó, 2021
- Égbe szálló gyermekimák (Verses imakönyv gyerekeknek) Katica Könyv Műhely, 2021
- Kis Tündérkönyv – Minden, amit a tündérekről tudni szeretnél! Napkút Kiadó, 2022
- ARiBARi, a Földönkívüli Kisfiú (verses mese), 2022
- Zöld Versikék Óvodásoknak (környezetvédelmi versek), Rímtündér Kiadó, 2023
- Szafi Sütimesék - Édesvárosi Kalandok (mesék gluténérzékeny gyerekeknek) Szafi Products Kft., 2023
- Jelenés (szonettek) Cédrus Művészeti Alapítvány, 2024